# Avalanche Software
Avalanche Software, LLC ist ein US-amerikanisches Entwicklungsstudio mit Sitz in Salt Lake City, Utah. Das Unternehmen wurde im Oktober 1995 von John Blackburn und drei weiteren Videospielentwicklern gegründet, die zuvor leitende Programmierer beim Entwicklerstudio Sculptured Software waren.
Avalanche Software wurde im Mai 2005 von Buena Vista Games (später umbenannt in Disney Interactive Studios) übernommen und widmete sich die nächsten zehn Jahre der Entwicklung von Disney-bezogenen Titeln, einschließlich des 2013 veröffentlichten Toys-to-life-Spiels Disney Infinity.
Im Mai 2016 entschied sich Disney aufgrund eines rückläufigen Marktes für Toys-to-life-Spiele, der zunehmend von der Popularität von Handyspielen überschattet wurde, aus der Videospielindustrie auszusteigen und schloss Disney Interactive Studios und alle dazugehörigen Tochtergesellschaften, einschließlich Avalanche Software.
Im Januar 2017 gab Warner Bros. Interactive Entertainment die Übernahme von Avalanche Software und die Wiedereröffnung des Unternehmens bekannt, woraufhin der Mitbegründer John Blackburn als Chief Executive Officer (CEO) in das Unternehmen zurückkehrte.

## Geschichte
Avalanche Software wurde am 3. Oktober 1995 von John Blackburn mit drei seiner Kollegen aus dem Entwicklerstudio Sculptured Software gegründet.
Am 19. April 2005 gab Buena Vista Games (später umbenannt in Disney Interactive Studios), der Publishingsszweig der The Walt Disney Company, bekannt, dass sie Avalanche Software für eine nicht bekannt gegebene Summe erworben hatten. Im November 2006 gründete Buena Vista Games ein Schwesterstudio, Fall Line Studio, das Disney-Titel für die Plattformen Nintendo DS und Wii entwickeln sollte. 2009 gliederte Disney Interactive Studios das Entwicklerstudio Fall Line Studio in Avalanche Software ein.
Im Oktober 2012 kündigte Disney Interactive Studios Toy Box an, eine plattformübergreifende Gaming-Initiative, bei der Pixar- und Disney-Figuren in einem Konsolenspiel und mehreren Mobil- und Online-Anwendungen miteinander interagieren könnten. Im Januar 2013 stellte Avalanche Software das plattformübergreifende Toys-to-life-Spiel Disney Infinity vor.
Am 10. Mai 2016 wurde Disney Infinity angesichts des mangelnden Wachstums des Toys-to-life-Marktes und steigender Entwicklungskosten von Disney eingestellt. Disney Interactive Studios, und damit auch Avalanche Software, wurden daraufhin ebenfalls geschlossen. Viele ehemalige Mitarbeiter von Avalanche Software wurden von dem Technologie-Startup CastAR in dem neu gegründeten Studio castAR Salt Lake City eingestellt. Das Unternehmen hatte es sich zum Ziel gemacht, Brillen zu produzieren, die Elemente von Augmented Reality und Virtual Reality kombinieren sollten.
Am 24. Januar 2017 gab Warner Bros. Interactive Entertainment bekannt, dass es das Studio von Disney, einschließlich der Octane-Engine-Software, erworben hatte und eröffnete das Studio wieder. John Blackburn kehrte als CEO in das Unternehmen zurück. Der erste Titel des Studios unter dem neuen Besitzer war Cars 3: Driven to Win, welches auf dem Film Cars 3: Evolution basiert.
Mit Hogwarts Legacy erschien im Februar 2023 das erste Disney-unabhängige Spiel von Avalanche Software seit der Übernahme durch Warner Bros. Interactive Entertainment. Das Open-World-Action-Rollenspiel wird durch den Publisher Portkey Games veröffentlicht, der ebenfalls Warner Bros. Interactive Entertainment angehört. Das Spiel wurde im Rahmen des PlayStation 5 Showcase am 16. September 2020 offiziell angekündigt und in Folge von der Tageszeitung Die Welt als „Star des Abends“ bezeichnet.

## Entwickelte Spiele
| Jahr | Titel                               | Plattform                                                                                                  |
| ---- | ----------------------------------- | --- |
| 1996 | Ultimate Mortal Kombat 3            | Sega Genesis, Super NES                                                                                    |
| 1996 | Mortal Kombat Trilogy               | PlayStation                                                                                                |
| 1996 | 2 on 2 Open Ice Challenge           | PlayStation                                                                                                |
| 1997 | Mortal Kombat Mythologies: Sub-Zero | Nintendo 64                                                                                                |
| 1998 | Off Road Challenge                  | Nintendo 64                                                                                                |
| 1999 | Rampage 2: Universal Tour           | PlayStation, Nintendo 64                                                                                   |
| 2000 | Rampage Through Time                | PlayStation                                                                                                |
| 2000 | Rugrats in Paris: The Movie         | PlayStation, Nintendo 64                                                                                   |
| 2000 | Prince of Persia: Arabian Nights    | Dreamcast                                                                                                  |
| 2002 | NCAA College Football 2K3           | GameCube, Xbox                                                                                             |
| 2002 | Rugrats: Royal Ransom               | GameCube, PlayStation 2                                                                                    |
| 2003 | Tak and the Power of Juju           | GameCube, PlayStation 2                                                                                    |
| 2004 | Tak 2: The Staff of Dreams          | GameCube, PlayStation 2, Xbox                                                                              |
| 2005 | Tak: The Great Juju Challenge       | GameCube, PlayStation 2, Xbox                                                                              |
| 2005 | Dragon Ball Z: Sagas                | GameCube, PlayStation 2, Xbox                                                                              |
| 2005 | Chicken Little                      | GameCube, PlayStation 2, Xbox, Microsoft Windows                                                           |
| 2006 | 25 to Life                          | PlayStation 2, Xbox, Microsoft Windows                                                                     |
| 2006 | Chicken Little: Ace in Action       | PlayStation 2, Wii, Microsoft Windows                                                                      |
| 2007 | Meet the Robinsons                  | GameCube, PlayStation 2, Xbox 360, Wii, Microsoft Windows                                                  |
| 2008 | Bolt                                | PlayStation 2, PlayStation 3, Xbox 360, Wii, Microsoft Windows                                             |
| 2010 | Toy Story 3: The Video Game         | PlayStation 3, Xbox 360, Wii, Microsoft Windows, Mac OS X                                                  |
| 2011 | Cars 2                              | PlayStation 3, Xbox 360, Wii                                                                               |
| 2013 | Disney Infinity                     | PlayStation 3, Xbox 360, Wii, Wii U, Microsoft Windows, iOS                                                |
| 2014 | Disney Infinity 2.0                 | PlayStation 3, PlayStation 4, Xbox 360, Xbox One, Wii U, PlayStation Vita, Microsoft Windows, iOS, Android |
| 2015 | Disney Infinity 3.0                 | PlayStation 3, PlayStation 4, Xbox 360, Xbox One, Wii U, Microsoft Windows, iOS, Android, Apple TV         |
| 2017 | Cars 3: Driven to Win               | PlayStation 3, PlayStation 4, Xbox 360, Xbox One, Wii U, Nintendo Switch                                   |
| 2023 | Hogwarts Legacy                     | PlayStation 4, PlayStation 5, Xbox One, Xbox Series X/S, Microsoft Windows, Nintendo Switch                |